# Phobolosia argentifera
Phobolosia argentifera är en fjärilsart som beskrevs av George Francis Hampson 1918. Phobolosia argentifera ingår i släktet Phobolosia och familjen nattflyn. Inga underarter finns listade i Catalogue of Life.